# Trey Gunn
Trey Gunn (født 13. december 1960) er musiker og tidligere medlem af gruppen King Crimson, som han spillede med fra 1994 til 2003. Oprindeligt spillede han Chapman Stick og senere forskellige former for Warr-guitar. Han har også optrådt og indspillet med en række andre musikere: Robert Fripp, David Sylvian, Vernon Reid, John Paul Jones, Eric Johnson, Michael Brook, David Hykes fra The Harmonic Choir and mange andre. Han har udgivet en række soloalbum, som Trey Gunn og som leder af The Trey Gunn Band. I 2003 dannede han multimediegruppen Quodia sammen med Joe Mendelson. I 2004 indledte han og Pat Mastelotto et samarbejde med Kimmo Pohjonen og Samuli Kosminen og de dannede KTU ud fra deres respektive duoer TU og Kluster.